# Sumatriptan

Strukturformel

Sumatriptan är ett ämne som används som behandling av migrän, med eller utan så kallad aura. Ämnet ska endast tas i akutsyfte och ej som underhållsbehandling.
Varumärken för substansen är Imigran, Oriptan samt som generika, till exempel Sumatriptam Copyfarm.
Sumatriptan liknar serotonin (5-HT) och är likt serotonin ett tryptofanderivat. Sumatriptan är en agonist till 5HT-1d och 5HT-1b receptorer som bland annat finns i de cerebrala artärerna och i a.basilaris, där den ger en vasokonstrigerande effekt. Vissa av dessa receptorer finns också uttryckta i n. trigeminus. Här ses en minskad transmission som svar på sumatriptaninbindning.